# Paparajotes
Les Paparajotes (singulier Paparajote) ou Papajotes selon les régions sont des beignets cuits sur des feuilles de citronnier, spécialité de Murcie en Espagne. La feuille de citronnier ne se mange pas mais communique aux beignets un intense parfum de citron.
Ne pas les confondre avec les Paparajotes de Totana ou Paparajotes totaneros qui sont des croquettes de morue aux pois chiches de la semaine sainte.

## Préparation et usage
Les feuilles fraiches de citronnier sont choisies rigides, le pétiole est conservé. Elles sont enduites d'une pâte faite de farine, de levure, d'œufs, de sucre, de lait, d'eau et de zeste de citron râpé, le tout est frit. Le beignet égoutté est trempé dans un mélange de sucre et de cannelle ou du sucre vanillé, il se mange chaud en faisant glisser la feuille de citronnier - qui n'est pas consommée - entre les dents. Le rôle de la feuille de citronnier est de donner la forme et le gout du beignet, elle permet aussi de le saisir facilement.

### Que boire avec les paparajotes?

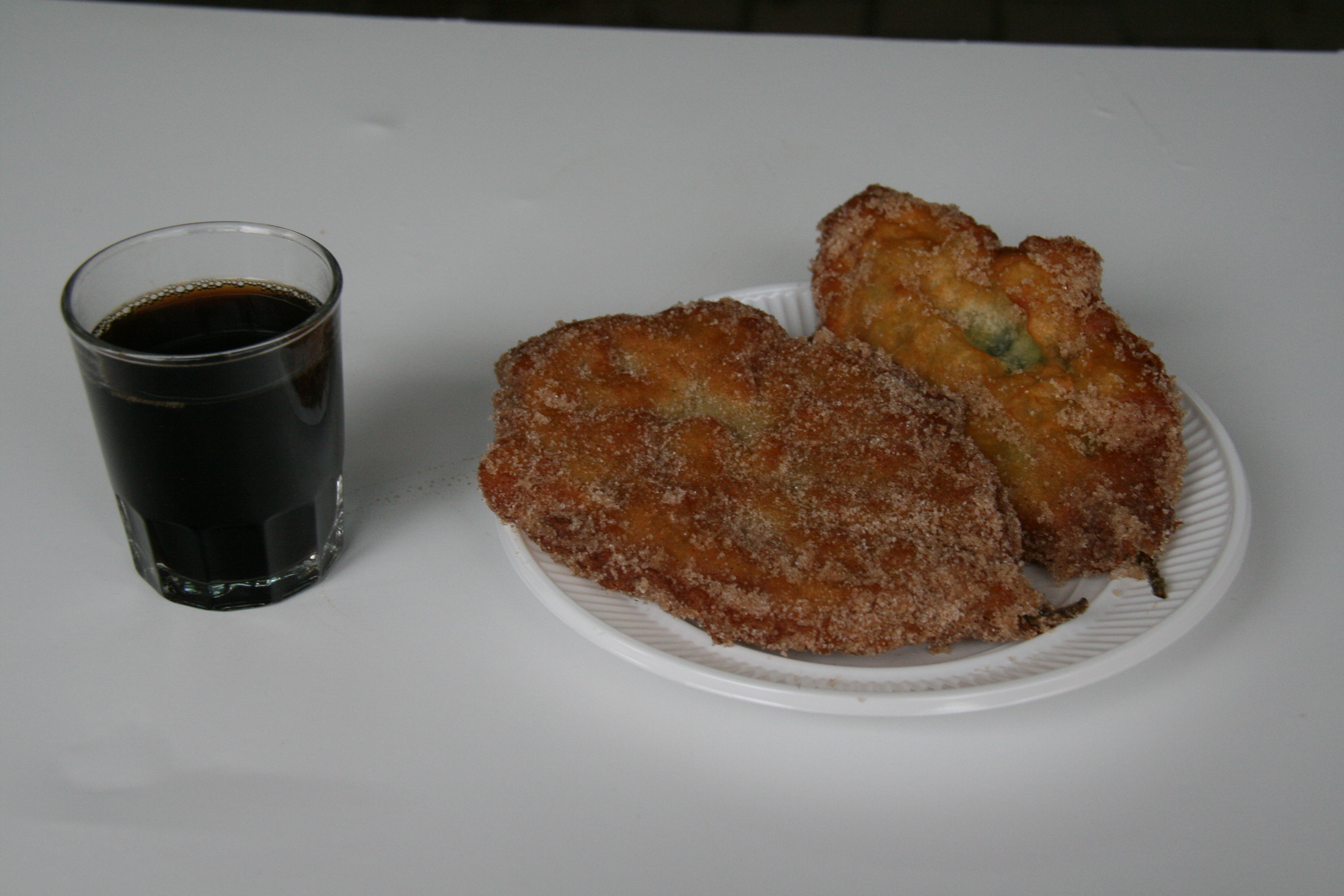
Paparajotes avec un verre de café

Les paparajotes se mangent en dessert. A Murcie on les sert avec du vin de liqueur ou mistelle, du café, de l'anis. 
Il existe des bières au gout de paparajotes ainsi qu'une une liqueur de paparajote à la feuille de citronnier.

## Histoire
Galien attribue à la feuille de citronnier des propriétés résolutives et dessiccatives. Chez Ishaq ibn Imran elle est digestive, réchauffe l'estomac, facilite la respiration. Isaac ben Salomon (IXe siècle) la mentionne comme aromatique et pénétrante, avec une âcreté marquée ainsi que son emploi similaire à l'écorce du fruit. C'est lors de l'installation des arabes au VIIIe siècle et la construction d'un réseau d'irrigation que le bigaradier et le citronnier furent introduits à Murcie et Valence. Il est courant de lire que les paparajotes datent de cette première présence arabe. L'Asociación de Colectividades Extranjeras de Rosario attribue la naissance de la préparation aux juifs séfarades (XVe siècle) amateurs de postres de sartén (desserts à la poêle). Le terme n'est pas attesté avant 1896 dans Las Provincias de Levante (presse régionale de Murcie). Le 7 février 1902 le journaliste Manuel María Puga décrit le premier exactement la recette actuelle mais faite avec les follas de limoeiro galiciennes dans El Noroeste journal de La Coruña, très loin de Murcie.

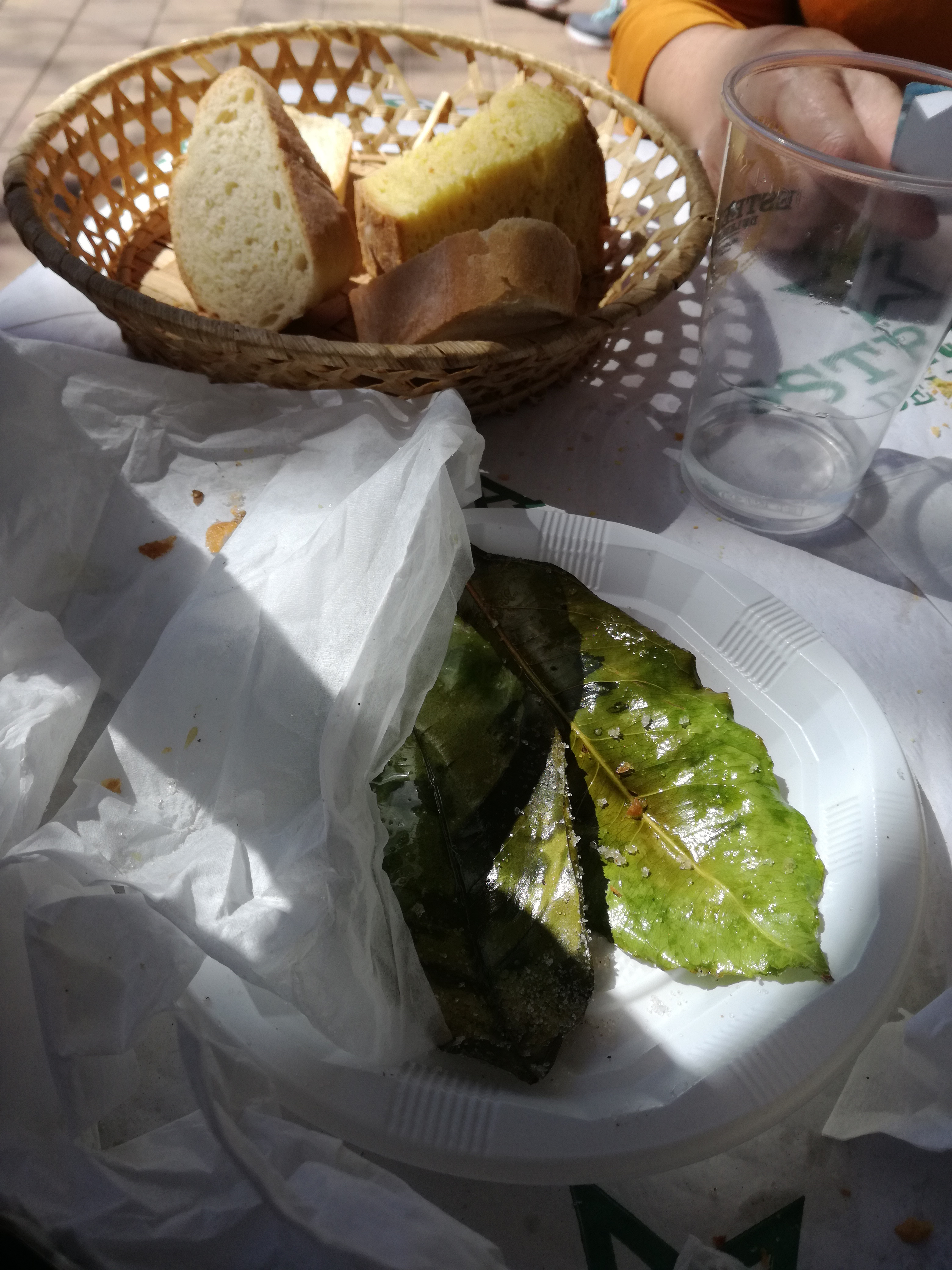
«la hoja de limonero que lleva dentro no se come»

En 2016, un vote organisé en Espagne a désigné les 7 merveilles de la gastronomie espagnole qui sont les paparajotes de Murcie, le jambon ibérique, le poulpe galicien, la paella valencienne, la tortilla aux pommes de terre, la quesada pasiega cantabrique et les pommes de terre ridées des Canaries.
Les paparajotes sont servies au printemps à l'époque de Pâques. 

## Huile essentielle
Le printemps est la période de l'année pendant laquelle le niveau des hydrocarbures monoterpéniques est le plus élevé dans la feuille de citronnier. Ce sont le limonène (29 à 38 %), le géranial (10 à 14 %), le β-pinène (9 à 18 %), le néral (5 à 10 %), le nérol (1 à 13 %), le sabinène (4 à 6 %), le géraniol (1 à 6 %) et le β-caryophyllène (2 à 4 %). Le profil aromatique des huiles essentielles de feuille de citronnier avec des fortes teneurs en néral et en géranial est typé citron et de qualité élevée.

## Variantes
- レモンの葉っぱドーナツ (Remon no happa dōnatsu) ou Beignets aux feuilles de citron. Interprétation japonaise des paparajotes avec une feuille de citron variegata (jaune et vert)[19].
- au Japon diverses feuilles nouvelles sont mangées en tempura: feuilles de thé[20], de kaki[21], de cèleri, etc.